# Ralph Byrd
Ralph Byrd (Dayton, 22 aprile 1909 – Tarzana, 18 agosto 1952) è stato un attore statunitense.
È principalmente noto per aver dato il suo volto al personaggio di Dick Tracy, in ben 4 serial cinematografici, 3 lungometraggi e 33 episodi di una serie televisiva, tra il 1937 e il 1951, un anno prima della sua morte prematura, all'età di 43 anni, per un attacco cardiaco.

## Dick Tracy

### Serial cinematografici
- Dick Tracy (1937) basato sul personaggio dei fumetti Dick Tracy creato da Chester Gould nel 1931 - 1° serial su Dick Tracy
- Dick Tracy Returns (1938) - 2° serial su Dick Tracy
- Dick Tracy's G-Men (1939) - 3° serial su Dick Tracy
- Dick Tracy vs. Crime, Inc. (1941) - 4° serial su Dick Tracy
- The Vigilante (1947) - Greg Sanders/The Vigilante

### Film

#### Serie della RKO Pictures

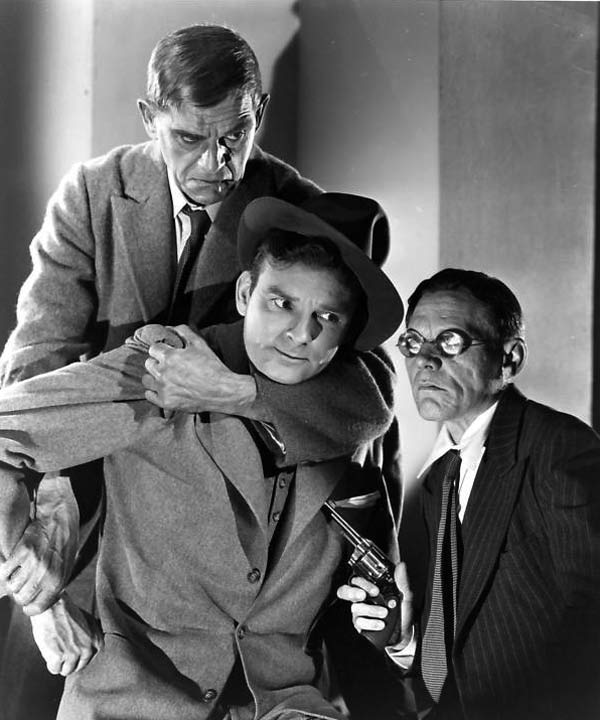
Ralph Byrd (al centro) con Boris Karloff e Skelton Knaggs nel film Dick Tracy e il gas misterioso (1947)

La RKO non aveva voluto Ralph Byrd, protagonista di Dick Tracy, il serial del 1937 della Republic Pictures e lo sostituì per i primi due film con Morgan Conway. Accettò, comunque, di fare tornare Ralph Byrd per i due capitoli successivi.
- Il dilemma di Dick Tracy (Dick Tracy's Dilemma), regia di John Rawlins (1947)
- Dick Tracy e il gas misterioso (Dick Tracy Meets Gruesome), regia di John Rawlins (1947) con Boris Karloff nel ruolo di Gruesome

### Serie televisive
Ralph Byrd tornò (dopo il serial e i tre film) anche per la serie televisiva del 1951
- Dick Tracy (1950-1953) - 33 episodi

## Altri film
- Red-Headed Woman, regia di Jack Conway (1932)
- Chinatown Squad, regia di Murray Roth (1935)
- The Adventures of Red and Rinty, regia di Ford Beebe e B. Reeves Eason (1935)
- Gli amori di Susanna (The Affair of Susan), regia di Kurt Neumann (1935)
- Hell-Ship Morgan, regia di D. Ross Lederman (1936)
- Border Caballero, regia di Sam Newfield (1936)
- Pride of the Marines, regia di D. Ross Lederman (1936)
- The Last Outlaw, regia di Christy Cabanne (1936)
- Giustizia! (The Final Hour), regia di D. Ross Lederman (1936)
- Two-Fisted Gentleman, regia di Gordon Wiles (1936)
- Follie d'inverno (Swing Time), regia di George Stevens (1936)
- Killer-Dog, regia di Jacques Tourneur (1936) - corto
- Alibi for Murder, regia di D. Ross Lederman (1936)
- A Tenderfoot Goes West, regia di Maurice G. O'Neill (1936)
- Legione bianca (White Legion), regia di Karl Brown (1936)
- We Who Are About to Die, regia di Christy Cabanne (1937)
- Find the Witness, regia di David Selman (1937)
- Blake of Scotland Yard, regia di Robert F. Hill (1937)
- They Wanted to Marry, regia di Lew Landers (1937)
- I demoni del mare (Sea Devils), regia di Benjamin Stoloff (1937)
- Motor Madness, regia di D. Ross Lederman (1937)
- Criminals of the Air, regia di Charles C. Coleman (1937)
- They Gave Him a Gun, regia di W. S. Van Dyke (1937)
- A Fight to the Finish, regia di Charles C. Coleman (1937)
- San Quentin, regia di Lloyd Bacon (1937)
- SOS Coast Guard, regia di Alan James, William Witney (1937)
- La lucciola (The Firefly), regia di Robert Z. Leonard (1937)
- The Trigger Trio, regia di William Witney (1937)
- A mezzanotte... (Paid to Dance), regia di Charles C. Coleman (1937)
- Born to Be Wild, regia di Joseph Kane (1938)
- Army Girl, regia di George Nichols Jr. (1938)
- Down in 'Arkansaw', regia di Nick Grinde (1938)
- Fighting Thoroughbreds, regia di Sidney Salkow (1939)
- S.O.S. Tidal Wave, regia di John H. Auer (1939)
- Mickey the Kid, regia di Arthur Lubin (1939)
- The Captain Is a Lady, regia di Robert B. Sinclair (1940)
- The Golden Fleecing, regia di Leslie Fenton (1940)
- Buyer Beware, regia di Joseph M. Newman (1940) - corto
- Quelli della Virginia (The Howards of Virginia), regia di Frank Lloyd (1940)
- Dulcy di S. Sylvan Simon (1940)
- Drums of the Desert, regia di George Waggner (1940)
- Giubbe rosse (North West Mounted Police), regia di Cecil B. DeMille (1940)
- Il segno di Zorro (The Mark of Zorro), regia di Rouben Mamoulian (1940)
- Dark Streets of Cairo, regia di Laszlo Kardos (1940)
- Il figlio di Montecristo (The Son of Monte Cristo), regia di Rowland V. Lee (1940)
- Misbehaving Husbands, regia di William Beaudine (1940)
- Play Girl, regia di Frank Woodruff (1941)
- The Penalty, regia di Harold S. Bucquet (1941)
- Wings of Steel, regia di B. Reeves Eason (1941) - corto
- Power Dive, regia di James P. Hogan (1941)
- Here Comes the Cavalry, regia di D. Ross Lederman (1941)
- I pirati del cielo (Desperate Cargo), regia di William Beaudine (1941)
- Life Begins for Andy Hardy, regia di George B. Seitz (1941) - scene cancellate
- Dr. Kildare's Wedding Day, regia di Harold S. Bucquet (1941)
- Navy Blues, regia di Lloyd Bacon (1941)
- Il mio avventuriero (A Yank in the R.A.F.), regia di Henry King (1941)
- Il tesoro dell'isola (Duke of the Navy), regia di William Beaudine (1942)
- Fulmine a Broadway (Broadway Big Shot), regia di William Beaudine (1942)
- Il libro della giungla  (Jungle Book), regia di Zoltán Korda (1942)
- Ondata d'amore (Moontide), regia di Archie Mayo e, non accreditato, Fritz Lang (1942)
- I cavalieri azzurri (Ten Gentlemen from West Point), regia di Henry Hathaway (1942)
- Careful, Soft Shoulders, regia di Oliver H.P. Garrett (1942)
- Manila Calling, regia di Herbert I. Leeds (1942)
- Michael Shayne e le false monete (Time to Kill), regia di Herbert I. Leeds (1942)
- Margine d'errore (Margin for Error), regia di Otto Preminger (1943)
- The Meanest Man in the World, regia di Sidney Lanfield (1943)
- They Came to Blow Up America, regia di Edward Ludwig (1943)
- Guadalcanal (Guadalcanal Diary), regia di Lewis Seiler (1943)
- Three Cadets (1943) - corto
- 7 dicembre (December 7th), regia di John Ford, Gregg Toland (1943)
- Four Jills in a Jeep, regia di William A. Seiter (1943)
- Il traditore dei mari (Tampico), regia di Lothar Mendes (1944)
- La valle del sole (Stallion Road), regia di James V. Kern e, non accreditato, Raoul Walsh (1947)
- The Vigilante: Fighting Hero of the West, regia di Wallace Fox (1947)
- The Argyle Secrets, regia di Cy Endfield (1948)
- Stage Struck, regia di William Nigh (1948)
- Ultima tappa per gli assassini (Canon City), regia di Crane Wilbur (1948)
- Fuga nella giungla (Jungle Goddess), regia di Lewis D. Collins (1948)
- Thunder in the Pines, regia di Robert Gordon (1948)
- Radar Secret Service, regia di Sam Newfield (1950)
- L'ultima preda (Union Station), regia di Rudolph Maté (1950)
- I filibustieri delle Antille (Double Crossbones), regia di Charles Barton (1951)
- Il messaggio del rinnegato (The Redhead and the Cowboy), regia di Leslie Fenton (1951)
- L'odio colpisce due volte (Lightning Strikes Twice), regia di King Vidor (1951)
- Figlio di ignoti (Close to My Heart), regia di William Keighley (1951)
- L'avventuriera di Tangeri (My Favorite Spy), regia di Norman Z. McLeod (1951)